# Letni Olimpijski Festiwal Młodzieży Europy 2019
Letni Olimpijski Festiwal Młodzieży Europy 2019 – 15. edycja letniego olimpijskiego festiwalu młodzieży Europy rozegranego w dniach 21–27 lipca w Baku.

## Wybór gospodarza
Początkowo gospodarzem miał zostać Mińsk, lecz ze względu organizacji przez nich igrzysk europejskich rolę gospodarza letniego olimpijskiego festiwalu młodzieży Europy powierzono Baku.

## Logo
21 lipca 2018 roku udostępniono oficjalne logo zaprojektowane przez agencję Leo Burnett. Nowoczesny styl wyraźnie odzwierciedla dziedzictwo i kulturę Baku, wyróżniając ogień i buta będący wzorem azerskiego paisleya. Poza tym logo nawiązuje również do najbardziej charakterystycznych budynków stolicy Azerbejdżanu, m.in. Ogniste Wieże czy Centrum Heydəra Əliyeva. Jasne barwy symbolizują młodzieńczą energię uczestników i różnorodne piękno Baku.

## Dyscypliny
- Gimnastyka sportowa (szczegóły)
- Judo (szczegóły)
- Kolarstwo szosowe (szczegóły)
- Koszykówka (szczegóły)
- Lekkoatletyka (szczegóły)
- Piłka ręczna (szczegóły)
- Piłka siatkowa (szczegóły)
- Pływanie (szczegóły)
- Tenis ziemny (szczegóły)
- Zapasy (szczegóły)

## Uczestniczące państwa
- Albania
- Andora
- Austria
- Azerbejdżan
- Belgia
- Białoruś
- Bośnia i Hercegowina
- Bułgaria
- Chorwacja
- Cypr
- Czarnogóra
- Czechy
- Dania
- Estonia
- Finlandia
- Francja
- Grecja
- Gruzja
- Hiszpania
- Holandia
- Irlandia
- Islandia
- Izrael
- Kosowo
- Litwa
- Luksemburg
- Łotwa
- Macedonia Północna
- Malta
- Mołdawia
- Monako
- Niemcy
- Norwegia
- Polska
- Portugalia
- Rosja
- Rumunia
- San Marino
- Serbia
- Słowacja
- Słowenia
- Szwajcaria
- Szwecja
- Turcja
- Ukraina
- Węgry
- Wielka Brytania
- Włochy

## Obiekty
| Miejsce                      | Dyscyplina          |
| ---------------------------- | ------------------- |
| Stadion im. Tofiqa Bəhramova | Lekkoatletyka       |
| National Gymnastics Arena    | Gimnastyka sportowa |
| Baku Sports Palace           | Piłka ręczna        |
| Baku Tennis Academy          | Tenis ziemny        |
| Baku Aquatics Center         | Pływanie            |
| Sarhadchi Arena              | Koszykówka          |
| ABU Arena                    | Piłka ręczna        |
| Darnagul Arena               | Piłka siatkowa      |
| European Azerbaijan School   | Koszykówka          |
| MES Sport and Health Center  | Piłka siatkowa      |
| Velopark and City Roads      | Kolarstwo szosowe   |
| Heydar Aliyev Arena          | Judo, Zapasy        |

## Klasyfikacja medalowa
| L.p. | Państwo         |    |    |    | Razem |
| ---- | --------------- | -- | -- | -- | ----- |
| 1.   | Rosja           | 28 | 17 | 21 | 66    |
| 2.   | Wielka Brytania | 11 | 12 | 2  | 25    |
| 3.   | Turcja          | 11 | 6  | 10 | 27    |
| 4.   | Azerbejdżan     | 10 | 7  | 6  | 23    |
| 5.   | Włochy          | 8  | 9  | 9  | 26    |
| 6.   | Ukraina         | 8  | 7  | 10 | 25    |
| 7.   | Hiszpania       | 7  | 4  | 10 | 21    |
| 8.   | Francja         | 6  | 8  | 14 | 28    |
| 9.   | Polska          | 6  | 3  | 6  | 15    |
| 10.  | Białoruś        | 6  | 2  | 6  | 14    |
| 11.  | Rumunia         | 4  | 10 | 5  | 19    |
| 12.  | Niemcy          | 4  | 7  | 15 | 26    |
| 13.  | Chorwacja       | 4  | 1  | 0  | 5     |
| 14.  | Szwecja         | 3  | 1  | 2  | 6     |
| 15.  | Estonia         | 3  | 0  | 2  | 5     |
| 16.  | Holandia        | 2  | 3  | 4  | 9     |
| 17.  | Finlandia       | 2  | 3  | 1  | 6     |
| 18.  | Czechy          | 2  | 1  | 3  | 6     |
| 19.  | Irlandia        | 2  | 0  | 2  | 4     |
| 20.  | Norwegia        | 1  | 6  | 2  | 9     |
| 21.  | Gruzja          | 1  | 5  | 7  | 13    |
| 22.  | Dania           | 1  | 1  | 3  | 5     |
| 23.  | Bułgaria        | 1  | 1  | 0  | 2     |
| 24.  | Cypr            | 1  | 0  | 2  | 3     |
| 25.  | Izrael          | 1  | 0  | 1  | 2     |
| 26.  | Kosowo          | 1  | 0  | 0  | 1     |
| 26.  | Austria         | 1  | 0  | 0  | 1     |
| 28.  | Węgry           | 0  | 9  | 12 | 21    |
| 29.  | Belgia          | 0  | 5  | 2  | 7     |
| 30.  | Szwajcaria      | 0  | 2  | 2  | 4     |
| 31.  | Mołdawia        | 0  | 1  | 4  | 5     |
| 32.  | Grecja          | 0  | 1  | 3  | 4     |
| 32.  | Serbia          | 0  | 1  | 3  | 4     |
| 34.  | Portugalia      | 0  | 1  | 0  | 1     |
| 34.  | Litwa           | 0  | 1  | 0  | 1     |
| 36.  | Łotwa           | 0  | 0  | 1  | 1     |
| 36.  | Słowacja        | 0  | 0  | 1  | 1     |
| 36.  | Słowenia        | 0  | 0  | 1  | 1     |